# گله‌داری تل پوک
گله داری تل پوک، روستایی از توابع بخش مرکزی، شهرستان سروستان در استان فارس ایران است.

## جمعیت
این روستا براساس سرشماری مرکز آمار ایران در سال ۱۳۸۵، جمعیت آن ۱۹۳ نفر بوده‌است.
این روستا در جوار تپه باستانی تل پوک قرار گرفته است.